# Cédric Berrest
Cédric Berrest (født 2. april 1985 i Toulouse, Frankrig) er en fransk roer.
Berrest vandt bronze ved OL 2008 i Beijing, som del af den franske dobbeltfirer. Bådens øvrige besætning var Jonathan Coeffic, Pierre-Jean Peltier og Julien Bahain. I finalen blev franskmændene besejret af Polen, som vandt guld, samt af Italien, der tog sølvmedaljerne. Han deltog i samme disciplin ved OL 2004 i Athen og i dobbeltsculler ved OL 2012 i London.
Berrest vandt desuden en EM-guldmedalje i dobbeltsculler i henholdsvis 2010, samt fire VM-medaljer, tre i dobbeltsculler og én i dobbeltfirer.

## OL-medaljer
- 2008:  Bronze i dobbeltfirer